# Enrico-Francesco di Foix-Grailly-Candale
Enrico-Francesco di Foix-Grailly-Candale (Bordeaux, 10 agosto 1512 – Bordeaux, 5 febbraio 1594) è stato un vescovo cattolico francese.

## Biografia
Appartenente a un ramo della famiglia dei conti di Foix, era figlio di Gastone III di Foix-Candale e di Françoise de la Rochefoucauld.
Successe al fratello Cristoforo di Foix nella titolarità della sede vescovile di Aire, che mantenne dal 1570 al 1594 e fu Captal de Buch dal 1572 al 1587, come tutore dei nipoti, figli di Enrico di Foix-Grailly-Candale.
Egli riacquistò le terre di Cadillac e di Benauges per lasciarle in godimento al cugino Federico di Foix-Grailly-Candale.
Il 21 luglio 1591 fondò la cattedra di matematica presso l'Università di Bordeaux, dotandola di una pensione di 2000 scudi. Il titolare della medesima venne reclutato mediante concorso pubblico nel quale doveva esporre e risolvere due congetture di geometria. Il prelato acquisì un immobile per fornire vitto ed alloggio gratuiti agli studenti bisognosi. Spirito universalista, egli tradusse dal greco il Pimander, parte del Corpus Hermeticum di Ermete Trismegisto, che pubblicò nel 1579, , e pubblicò un commento e traduzione degli Elementi di Euclide.
Scrisse inoltre un trattato sull'Eucaristia. Inventò numerose macchine, fece esperimenti di chimica e ideò un elisir noto con il nome di "acqua di Candale".
Precursore dell'alpinismo, tentò di scalare la vetta del Midi d'Ossau.
Alla morte, lasciò in legato agli agostiniani la sua ricca biblioteca.

## Ascendenza
|                                         |                           |                                        | Genitori                                      |  |  | Nonni |  |  | Bisnonni                       |  |  | Trisnonni                          |  |
|                                         |                           |                                        |                                               |  |  |       |  |  | Jean de Foix, conte di Candale |  |  | Gaston I de Foix, conte di Candale |  |
|                                         |                           |                                        |                                               |  |  |       |  |  | Jean de Foix, conte di Candale |  |  | Gaston I de Foix, conte di Candale |  |
|                                         |                           | Marguerite d'Albret                    |                                               |  |  |       |  |  | Jean de Foix, conte di Candale |  |  |                                    |  |
| Gaston II de Foix, conte di Candale     |                           |                                        |                                               |  |  |       |  |  | Jean de Foix, conte di Candale |  |  |                                    |  |
|                                         |                           | Margaret de Kerdeston                  | Thomas de Kerdeston                           |  |  |       |  |  |                                |  |  |                                    |  |
|                                         |                           | Margaret de Kerdeston                  | Thomas de Kerdeston                           |  |  |       |  |  |                                |  |  |                                    |  |
|                                         |                           | Margaret de Kerdeston                  | Elizabeth de la Pole                          |  |  |       |  |  |                                |  |  |                                    |  |
| Gaston III de Foix, conte di Candale    |                           | Margaret de Kerdeston                  |                                               |  |  |       |  |  |                                |  |  |                                    |  |
|                                         |                           | Gaston IV, conte di Foix               | Jean I, conte di Foix                         |  |  |       |  |  |                                |  |  |                                    |  |
|                                         |                           | Gaston IV, conte di Foix               | Jean I, conte di Foix                         |  |  |       |  |  |                                |  |  |                                    |  |
|                                         |                           | Gaston IV, conte di Foix               | Jeanne d'Albret                               |  |  |       |  |  |                                |  |  |                                    |  |
| Catherine de Foix                       |                           | Gaston IV, conte di Foix               |                                               |  |  |       |  |  |                                |  |  |                                    |  |
|                                         |                           | Leonor, regina di Navarra              | Juan II, re d'Aragona                         |  |  |       |  |  |                                |  |  |                                    |  |
|                                         |                           | Leonor, regina di Navarra              | Juan II, re d'Aragona                         |  |  |       |  |  |                                |  |  |                                    |  |
|                                         |                           | Leonor, regina di Navarra              | Blanche I, regina di Navarra                  |  |  |       |  |  |                                |  |  |                                    |  |
| Henri-François de Foix-Grailly-Candale  |                           | Leonor, regina di Navarra              |                                               |  |  |       |  |  |                                |  |  |                                    |  |
|                                         | Jean III, conte d'Astarac | Jean II, conte d'Astarac               |                                               |  |  |       |  |  |                                |  |  |                                    |  |
|                                         | Jean III, conte d'Astarac | Jean II, conte d'Astarac               |                                               |  |  |       |  |  |                                |  |  |                                    |  |
|                                         | Jean III, conte d'Astarac | Jeanne de Caderousse                   |                                               |  |  |       |  |  |                                |  |  |                                    |  |
| Jean IV, conte d'Astarac                | Jean III, conte d'Astarac |                                        |                                               |  |  |       |  |  |                                |  |  |                                    |  |
|                                         |                           | Jeanne de Courasse                     | Raymond-Arnaud II de Courasse, barone d'Aspet |  |  |       |  |  |                                |  |  |                                    |  |
|                                         |                           | Jeanne de Courasse                     | Raymond-Arnaud II de Courasse, barone d'Aspet |  |  |       |  |  |                                |  |  |                                    |  |
|                                         |                           | Jeanne de Courasse                     | Isabelle de Castelnau-Caylus                  |  |  |       |  |  |                                |  |  |                                    |  |
| Marthe, contessa d'Astarac              |                           | Jeanne de Courasse                     |                                               |  |  |       |  |  |                                |  |  |                                    |  |
|                                         |                           | Jean de Chambes, signore di Fauguernon | Bernard de Chambes                            |  |  |       |  |  |                                |  |  |                                    |  |
|                                         |                           | Jean de Chambes, signore di Fauguernon | Bernard de Chambes                            |  |  |       |  |  |                                |  |  |                                    |  |
|                                         |                           | Jean de Chambes, signore di Fauguernon | Sybille de Montenay                           |  |  |       |  |  |                                |  |  |                                    |  |
| Marie de Chambes, signora di Montsoreau |                           | Jean de Chambes, signore di Fauguernon |                                               |  |  |       |  |  |                                |  |  |                                    |  |
|                                         |                           | Jeanne Chabot, signora di Montcontour  | Thibaut X Chabot, signore di La Grève         |  |  |       |  |  |                                |  |  |                                    |  |
|                                         |                           | Jeanne Chabot, signora di Montcontour  | Thibaut X Chabot, signore di La Grève         |  |  |       |  |  |                                |  |  |                                    |  |
|                                         |                           | Jeanne Chabot, signora di Montcontour  | Brunissende d'Argenton                        |  |  |       |  |  |                                |  |  |                                    |  |
|                                         |                           | Jeanne Chabot, signora di Montcontour  |                                               |  |  |       |  |  |                                |  |  |                                    |  |